# Discografia de Brian Eno
Brian Eno é um compositor, teórico musical e produtor inglês.

## Álbuns de estúdio

### Álbuns solo
| Ano                                    | Título                                                                                      | Classificação na Paradas | Classificação na Paradas | Classificação na Paradas | Classificação na Paradas | Classificação na Paradas | Notas                                                  |
| Ano                                    | Título                                                                                      | UK                       | EUA                      | EUA                      | EUA                      | EUA                      | Notas                                                  |
| -------------------------------------- | ------------------------------------------------------------------------------------------- | ------------------------ | ------------------------ | ------------------------ | ------------------------ | ------------------------ | ------------------------------------------------------ |
| 1974                                   | Here Come the Warm Jets - Lançamento: Janeiro 1974 - Selo: Island (ILPS 9268)               | 26                       | 151                      | —                        | —                        | —                        | - Álbum de estreia.                                    |
| 1974                                   | Taking Tiger Mountain (By Strategy) - Lançamento: Novembro, 1974 - Selo: Island (ILPS 9309) | —                        | —                        | —                        | —                        | —                        | - Primeiro álbum a fazer uso das Estratégias oblíquas. |
| 1975                                   | Another Green World - Lançamento: Setembro, 1975 - Selo: Island (ILPS 9351)                 | —                        | —                        | —                        | —                        | —                        |                                                        |
| 1975                                   | Discreet Music - Lançamento: Novembro, 1975 - Selo: Obscure (OBS 3)                         | —                        | —                        | —                        | —                        | —                        | - Primeiro álbum totalmente instrumental.              |
| 1977                                   | Before and After Science - Lançamento: Dezembro, 1977 - Selo: Polydor (2302 071)            | —                        | 171                      | —                        | —                        | —                        |                                                        |
| 1978                                   | Ambient 1: Music for Airports - Lançamento: Março 1978 - Selo: Polydor (2310647)            | —                        | —                        | —                        | —                        | —                        | - Cunhagem do termo "Ambient Music".                   |
| 1978                                   | Music for Films - Lançamento: Setembro, 1978 - Selo: Polydor (2310 623)                     | 55                       | —                        | —                        | —                        | —                        |                                                        |
| 1982                                   | Ambient 4: On Land - Lançamento: Março, 1982 - Selo: EG (EGED 20)                           | 93                       | —                        | —                        | —                        | —                        |                                                        |
| 1983                                   | Apollo: Atmospheres and Soundtracks - Lançamento: Julho, 1983 - Selo: EG (813 535-1 Y)      | —                        | —                        | —                        | —                        | —                        |                                                        |
| 1983                                   | Music for Films Volume 2 - Lançamento: Novembro, 1983 - Selo: EG (EGSP-2)                   | —                        | —                        | —                        | —                        | —                        |                                                        |
| 1985                                   | Thursday Afternoon - Lançamento: Outubro, 1985 - Selo: EG (EGCD 64)                         | —                        | —                        | —                        | —                        | —                        |                                                        |
| 1992                                   | Nerve Net - Lançamento: Setembro 1, 1992 - Selo: Opal (9 45033-2)                           | 70                       | —                        | —                        | —                        | —                        |                                                        |
| 1992                                   | The Shutov Assembly - Lançamento: Novembro 10, 1992 - Selo: Warner Bros. (9 45010-2)        | —                        | —                        | —                        | —                        | —                        |                                                        |
| 1993                                   | Neroli - Lançamento: Agosto, 1993 - Selo: All Saints (ASCD15)                               | —                        | —                        | —                        | —                        | —                        |                                                        |
| 1994                                   | Headcandy - Lançamento: 1994 - Selo: All Saints (ASCD15)                                    | —                        | —                        | —                        | —                        | —                        |                                                        |
| 1997                                   | Extracts From Music for White Cube - Lançamento: 1997 - Selo: White Cube Gallery            | —                        | —                        | —                        | —                        | —                        |                                                        |
| 1997                                   | The Drop - Lançamento: 1997 - Selo: Thirsty Ear (66032)                                     | 135                      | —                        | 17                       | —                        | —                        |                                                        |
| 1998                                   | Lightness: Music for the Marble Palace - Lançamento: 1998 - Selo: Opal                      | —                        | —                        | —                        | —                        | —                        |                                                        |
| 1998                                   | I Dormienti - Lançamento: 1998 - Selo: Opal                                                 | —                        | —                        | —                        | —                        | —                        |                                                        |
| 1999                                   | Kite Stories - Lançamento: 1999 - Selo: Opal                                                | —                        | —                        | —                        | —                        | —                        |                                                        |
| 2000                                   | Music for Civic Recovery Centre - Lançamento: 2000 - Selo: Opal                             | —                        | —                        | —                        | —                        | —                        |                                                        |
| 2001                                   | Compact Forest Proposal - Lançamento: 2001 - Selo: Opal                                     | —                        | —                        | —                        | —                        | —                        |                                                        |
| 2003                                   | Janeiro 07003: Bell Studies for the Clock of the Long Now - Lançamento: 2003 - Selo: Opal   | —                        | —                        | —                        | —                        | —                        |                                                        |
| 2005                                   | Another Day on Earth - Lançamento: Junho 13, 2005 - Selo: Hannibal (HNCD1475)               | 73                       | —                        | —                        | 13                       | 33                       |                                                        |
| 2010                                   | Making Space - Lançamento: Junho, 2010 - Selo: Lumen London                                 | —                        | —                        | —                        | —                        | —                        |                                                        |
| 2012                                   | Lux - Lançamento: Novembro 1, 2012 - Selo: Warp                                             | 77                       | —                        | —                        | 7                        | 27                       |                                                        |
| 2016                                   | The Ship - Lançamento: Abril 29, 2016 - Selo: Warp                                          | 28                       | 175                      | 9                        | —                        | 1                        |                                                        |
| 2017                                   | Reflection - Lançamento: Janeiro 1, 2017 - Selo: Warp                                       | 78                       | —                        | 23                       | 2                        | 17                       |                                                        |
| "—" mostra um álbum sem classificação. |                                                                                             |                          |                          |                          |                          |                          |                                                        |

### Colaborações
| Ano                                    | Título                                                                                               | Classificação nas paradas | Classificação nas paradas | Notas                                                 |
| Ano                                    | Título                                                                                               | UK                        | EUA                       | Notas                                                 |
| -------------------------------------- | --- | ------------------------- | ------------------------- | ----------------------------------------------------- |
| 1973                                   | (No Pussyfooting) - Lançamento: Novembro, 1973 - Selo: Island (HELP 16)                              | —                         | —                         | - com Robert Fripp                                    |
| 1974                                   | Lady June's Linguistic Leprosy - Lançamento: Novembro, 1974 - Selo: Caroline/Virgin (Virgin Records) | —                         | —                         | - com Kevin Ayers Pip Pyle & Lady June                |
| 1975                                   | Evening Star - Lançamento: Dezembro, 1975 - Selo: Island (HELP 22)                                   | —                         | —                         | - com Robert Fripp                                    |
| 1977                                   | Cluster & Eno - Lançamento: June, 1977 - Selo: Sky (Sky 010)                                         | —                         | —                         | - com Cluster                                         |
| 1977                                   | After The Heat - Lançamento: 1978 - Selo: Sky (Sky 021)                                              | —                         | —                         | - com Dieter Moebius e Hans-Joachim Roedelius         |
| 1979                                   | In A Land Of Clear Colours - Lançamento: 1979 - Selo: Voiceprint (VP151CD)                           | -                         | -                         | - com Peter Sinfield                                  |
| 1980                                   | Ambient 2: The Plateaux Of Mirror - Lançamento: Janeiro 1, 1980 - Selo: EG (EGAMB 002)               | —                         | —                         | - com Harold Budd                                     |
| 1980                                   | Fourth World, Vol. 1: Possible Musics - Lançamento: Janeiro 1, 1980 - Selo: EG (EGED 7)              | —                         | —                         | - com Jon Hassell                                     |
| 1981                                   | My Life In The Bush Of Ghosts - Lançamento: February, 1981 - Selo: EG (EGLP 48)                      | 29                        | 44                        | - com David Byrne                                     |
| 1984                                   | The Pearl - Lançamento: 1984 - Selo: EG (EGSP-2)                                                     | —                         | —                         | - com Harold Budd.                                    |
| 1990                                   | Wrong Way Up - Lançamento: Outubro 16, 1990 - Selo: Opal (2-26421)                                   | —                         | —                         | - com John Cale                                       |
| 1995                                   | Spinner - Lançamento: Outubro 24, 1995 - Selo: All Saints (All Saints 23)                            | 71                        | —                         | - com Jah Wobble                                      |
| 1995                                   | Original Soundtracks 1 - Lançamento: Novembro 7, 1995 - Selo: Island (Island 8043)                   | 12                        | 76                        | - com U2 - Sob o pseudônimo "Passengers"              |
| 1997                                   | Tracks And Traces - Lançamento: Novembro 4, 1997 - Selo: Rykodisc                                    | —                         | —                         | - com Harmonia - Creditado como Harmonia & Eno '76    |
| 2000                                   | Music For Onmyo-Ji - Lançamento: 2000 - Selo: Victor (60980-1)                                       | —                         | —                         | - com J. Peter Schwalm. - Lançamento apenas no Japão. |
| 2001                                   | Drawn From Life - Lançamento: May 15, 2001 - Selo: Astralwerks (10148)                               | 196                       | —                         | - com J. Peter Schwalm.                               |
| 2004                                   | The Equatorial Stars - Lançamento: Julho, 2004 - Selo: Opal                                          | —                         | —                         | - com Robert Fripp.                                   |
| 2007                                   | Beyond Even (1992 - 2006) - Lançamento: Oct 15, 2007 - Selo: Discipline Global Mobile (0702)         | —                         | —                         | - com Robert Fripp.                                   |
| 2008                                   | Everything That Happens Will Happen Today - Lançamento: Agosto 18, 2008 - Selo: Todo Mundo           | 153                       | 174                       | - com David Byrne                                     |
| 2010                                   | Small Craft On A Milk Sea - Lançamento: 2010 - Selo: Warp, Opal (207)                                | 82                        | 84                        | - com Leo Abrahams e Jon Hopkins                      |
| 2011                                   | Drums Between The Bells - Lançamento: 2011 - Selo: Warp, Opal (214)                                  | 106                       | —                         | - com Rick Holland (recitação)                        |
| 2011                                   | Panic Of Looking - Lançamento: 2011 - Selo: Warp, Opal (322)                                         | —                         | —                         | - com Rick Holland (recitação)                        |
| 2014                                   | Someday World - Lançamento: 2014 - Selo: Warp, Opal (249)                                            | 46                        | 194                       | - com Karl Hyde                                       |
| 2014                                   | High Life - Lançamento: 2014 - Selo: Warp, Opal (255)                                                | 94                        | 194                       | - com Karl Hyde                                       |
| 2017                                   | Finding Shore - Lançamento: 2017 - Selo: Dead Oceans (DOC146)                                        | —                         | —                         | - com Tom Rogerson                                    |
| 2020                                   | Mixing Colours - Lançamento: Março 20, 2020 - Selo: Opal                                             | —                         | —                         | - com Roger Eno                                       |
| "—" mostra um álbum sem classificação. | |                           |                           |                                                       |

## Álbuns ao vivo
| Ano  | Título                                                     | Notas                                                                                 |
| ---- | ---------------------------------------------------------- | ------------------------------------------------------------------------------------- |
| 1974 | June 1, 1974 - Lançamento: 1974 - Selo: Island (ILPS 9291) | - com Kevin Ayers, John Cale, e Nico.                                                 |
| 1976 | 801 Live - Lançamento: 1976 - Selo: Island (9444)          | - com Phil Manzanera, Bill MacCormick, Francis Monkman, Simon Phillips, Lloyd Watson. |

## Compilações
| Ano  | Título                                                                                            | Notas |
| ---- | ------------------------------------------------------------------------------------------------- | --- |
| 1983 | Working Backwards 1983–1973 - Lançamento: 1983 - Selo: EG (EGBS-2)                                | - Contém uma compilação dos lançamentos anteriores à Music for Films II e Raridades.                     |
| 1984 | Begegnungen - Lançamento: 1984 - Selo: Sky (87090)                                                | - com Dieter Moebius, Hans-Joachim Roedelius, e Konrad Plank. - Inclui colaborações com o grupo Cluster. |
| 1985 | Begegnungen II - Lançamento: 1985 - Selo: Sky (87095)                                             | - com Dieter Moebius, Hans-Joachim Roedelius, e Konrad Plank. - Inclui colaborações com o grupo Cluster. |
| 1985 | Old Land - Lançamento: 1985 - Selo: Sky (SKY 105)                                                 | - com Cluster.                                                                                           |
| 1986 | Desert Island Selection - Lançamento: Janeiro 1986 - Selo: EG (EGCD 65)                           | - Versão estendida em CD do LP More Blank Than Frank.                                                    |
| 1986 | More Blank Than Frank - Lançamento: Março, 1986 - Selo: EG (EGLP 65)                              | |
| 1993 | Eno Box II: Vocals - Lançamento: Novembro 16, 1993 - Selo: Virgin (39114)                         | - Box set com faixas contendo vocais gravados entre 1973 e 1992.                                         |
| 1994 | The Essential Fripp and Eno - Lançamento: Março 11, 1994 - Selo: Venture (CDVE 920)               | - Compilação das colaboraçãoes de Fripp & Eno.                                                           |
| 1994 | Eno Box I - Instrumental - Lançamento: Março 22, 1994 - Selo: Virgin (ENOBX 1 (7243 8 39110 2 8)) | - Box set de faixas instrumentais gravadas entre 1970 e 1988.                                            |
| 1999 | Sonora Portraits - Lançamento: Agosto 10, 1999 - Selo: Materiali (Materiali Records\|95701)       | |
| 2003 | Curiosities Volume 1 - Lançamento: 2003 - Selo: Opal                                              | |
| 2005 | Curiosities Volume II - Lançamento: 2005 - Selo: Opal                                             | |

## Singles
| Ano  | Título                                    | Álbum                                     |
| ---- | ----------------------------------------- | ----------------------------------------- |
| 1974 | "Seven Deadly Finns"                      | Eno Box II: Vocals                        |
| 1975 | "The Lion Sleeps Tonight (Wimoweh)"       | Eno Box II: Vocals                        |
| 1975 | "King's Lead Hat" (different mix from LP) | Before and After Science                  |
| 1981 | "The Jezebel Spirit"                      | My Life in the Bush of Ghosts             |
| 1986 | "Backwater"                               | Before and After Science                  |
| 1992 | Ali Click (EP)                            | Nerve Net                                 |
| 1992 | Fractal Zoom (EP)                         | Nerve Net                                 |
| 2007 | "Baby's on Fire"                          | Here Come the Warm Jets                   |
| 2008 | "Strange Overtones"                       | Everything That Happens Will Happen Today |

## Álbuns de vídeo
| Ano  | Detalhes de vídeo                                                                                      |
| ---- | --- |
| 1977 | Jubilee (1977 film) - Lançamento: 1977 - Selo: Criterion - Formato: DVD                                |
| 1981 | Mistaken Memories of Mediaeval Manhattan - Lançamento: 1981 - Selo: Mystic Fire - Formato: VHS         |
| 1986 | Thursday Afternoon - Lançamento: 1984 - Selo: Sony - Formato: VHS                                      |
| 1989 | Imaginary Landscapes - Lançamento: 1989 - Selo: Mystic Fire - Formato: VHS (#76243)                    |
| 2005 | 14 Video Paintings - Lançamento: Novembro 15, 2005 - Selo: Ryko - Formato: DVD                         |
| 2006 | 77 Million Paintings - Lançamento: Setembro 26, 2006 - Selo: Ryko - Formato: DVD                       |
| 2007 | 77 Million Paintings Second Revised Edition - Lançamento: Dezembro 4, 2007 - Selo: Ryko - Formato: DVD |

## Créditos como produtor
| Ano  | Álbum                                     | Artista/Banda              |
| ---- | ----------------------------------------- | -------------------------- |
| 1974 | Fear                                      | John Cale                  |
| 1975 | New & Rediscovered Musical Instruments    | David Toop & Max Eastley   |
| 1976 | Music from the Penguin Cafe               | The Penguin Cafe Orchestra |
| 1976 | Voices and Instruments                    | Jan Steele/John Cage       |
| 1977 | Ultravox!                                 | Ultravox                   |
| 1978 | More Songs About Buildings and Food       | Talking Heads              |
| 1978 | No New York                               | vários artistas            |
| 1978 | The Pavilion of Dreams                    | Harold Budd                |
| 1978 | Q: Are We Not Men? A: We Are Devo!        | Devo                       |
| 1979 | Fear of Music                             | Talking Heads              |
| 1980 | Ambient 3: Day of Radiance                | Laraaji                    |
| 1980 | Remain in Light                           | Talking Heads              |
| 1981 | The Pace Setters                          | Edikanfo                   |
| 1984 | Dune                                      | Toto/Brian Eno             |
| 1984 | The Unforgettable Fire                    | U2                         |
| 1985 | Hybrid                                    | Michael Brook              |
| 1985 | Wide Awake in America                     | U2                         |
| 1986 | Power Spot                                | Jon Hassell                |
| 1987 | The Joshua Tree                           | U2                         |
| 1988 | Flash of the Spirit                       | Jon Hassell                |
| 1989 | Words for the Dying                       | John Cale                  |
| 1989 | Zvuki Mu                                  | Zvuki Mu                   |
| 1991 | Achtung Baby                              | U2                         |
| 1991 | Exile                                     | Geoffrey Oryema            |
| 1993 | Laid                                      | James                      |
| 1993 | Temple                                    | Jane Siberry               |
| 1993 | When I Was a Boy                          | Jane Siberry               |
| 1993 | Zooropa                                   | U2                         |
| 1994 | Bright Red                                | Laurie Anderson            |
| 1994 | Wah Wah                                   | James                      |
| 1995 | Original Soundtracks 1                    | Passengers                 |
| 1995 | Outside                                   | David Bowie                |
| 1998 | Nomad Soul                                | Baaba Maal                 |
| 1999 | Millionaires                              | James                      |
| 2000 | All That You Can't Leave Behind           | U2                         |
| 2000 | Faith and Courage                         | Sinéad O'Connor            |
| 2000 | Now, Always, Never                        | Sikter                     |
| 2001 | Pleased to Meet You                       | James                      |
| 2008 | Everything That Happens Will Happen Today | David Byrne                |
| 2008 | Viva la Vida or Death and All His Friends | Coldplay                   |
| 2008 | Safe Trip Home                            | Dido                       |
| 2008 | Hurricane                                 | Grace Jones                |
| 2009 | No Line on the Horizon                    | U2                         |
| 2009 | Come to Life                              | Natalie Imbruglia          |
| 2016 | Love Without Violins                      | The Gift                   |